# Energetic Bear
Energetic Bear (también conocido por Dragonfly, Crouching Yeti, Group 24, Koala Team, Iron Liberty o Electrum) es un grupo de hackers vinculados a Rusia.
Se han detectado sus actividades desde 2010. Se caracteriza por realizar campañas APT contra industrias de sectores de la energía, aviación, defensa, farmacéutica y petroquímico. Sus actividades suelen ser de ciberespionaje aunque también han realizado alguna operación de sabotaje. Ha conseguido infectar más de 2800 objetivos en 38 países
En 2015 apareció un grupo con similares características llamado Dragonfly 2.0 sobre el que hay debate si está solapado con este o no.

## Actividades
Se le han atribuido participaciones en distintos ataques como por ejemplo:
- Troyanización de software de proveedores de sistemas de control industrial de forma que la versión oficial de dichos proveedores ya contenía el troyano.
- Campañas de Spam
- Watering hole attacks para introducir malware en empresas energéticas.
- Escucha masiva del tráfico no cifrado de la empresa EirGrid, empresa pública encargada del suministro eléctrico en Irlanda. Los hackers instalaron en instalaciones de Vodafone un sistema que les permitió el acceso del tráfico no cifrado enviado desde y hacia la empresa durante al menos dos meses.[3]
- Apagones de electricidad en Ucrania